# La esperanza del condenado a muerte
 La esperanza del condenado a muerte (en catalán: L'esperança del condemnat a mort) es una serie de tres pinturas realizadas por Joan Miró en 1974 y que actualmente forman parte de la colección permanente de la Fundación Joan Miró de Barcelona.

## Historia
Los últimos años de la dictadura de Franco hubo unos juicios sumarísimos que no dejaron indiferente al pintor. Joan Miró pintó este tríptico en referencia a la esperanza de medida de gracia que se pidió para el joven anarquista Salvador Puig Antich.
Esta serie recuerda directamente a otra de 1968 titulada Pintura sobre fondo blanco para la celda de un solitario Imagen obra Fundación] aunque en esta versión ya define al solitario como prisionero. 
Las obras son resultado de un proceso de más de dos años donde Joan Miró hizo varios dibujos preparatorios con variaciones de la misma idea o planteamiento. Estos dibujos se conservan en el fondo de la Fundación Miró.
Durante el mes de febrero de 1974 trasladó estas ideas en una tela, que no terminaría hasta un mes después, coincidiendo con la ejecución de otro militante anarquista. 

Es raro, pero a la vez significativo, que yo acabara aquella obra el mismo día que ejecutaron con el garrote aquel pobre muchacho, Salvador Puig Antich. Terminé el cuadro el mismo día que lo mataron, sin yo saberlo: una línea negra sobre un fondo blanquecino, una línea negra como un hilo que alguien corta porque tiene la fuerza y nada de piedad
 Joan Miró

(...) Hace años, en una tela grande, había pintado una raya, una rayita blanca, y otra tela, una raya azul. Y luego, un buen día, pasó ... en el momento que daban el garrote a ese pobre muchacho, catalanista, Salvador Puig Antich. Yo sentía que era aquello. El día que lo mataron. Terminé aquella tela el día que lo mataron. Sin saberlo. 
- Era lo '? 
- Su muerte. La línea que se interrumpiría. Es un tríptico, que llaméLa esperanza del condenado a muerte. Quisiera que estas tres telas se queden en Barcelona, en la Fundación. 
- La relación entre estas telas y el drama de Puig Antich no era buscada al comienzo? 

- No era en absoluto una coincidencia intelectual. Sino una coincidencia un poco mágica ... como os lo diría?
 Joan Miró

## Descripción
Las sucesivas representaciones muestran una mancha que va cambiando de color de acuerdo con las transformaciones de una línea negra en un espacio llenado de salpicaduras y goteos de pintura. La línea trata de describir una forma que no llega a completarse, como inesperadamente interrumpida, en un trágico paralelismo con la vida truncada del joven activista. 
Esta obra se realizó en 1974, al final de su obra, rápido, seguro, múltiple, el trazo de Miró parte del subsuelo, la realidad, para despegar en el horizonte, el futuro. Miró sabe que cada trazo le plantea un enigma, su labor como artista siempre ha sido la misma: en papel, en tela, en cartón, madera o escultura; llena el espacio de signos que dan sentido a la obra y el vacío de apariencia. Por su esencia misma cada obra plantea un devenir constante de una percepción, nos propone una percepción del mundo en un vocabulario plástico - es decir, reformular la percepción del mundo-. Es ciertamente la mejor definición del artista, y de modo particular del artista de vanguardia.
Miró en su madurez quiere alejarse de las fórmulas de su vocabulario para lograr la expresión. Las pinturas se caracterizan por grafismos gruesos, trazados con una sola bocanada, sin rechazar las formas Miró, sino que simplificando el gesto. Se impone cada vez más la creciente importancia del vacío. Miró llega al máximo grado de dificultad cuando se plantea sugerir una imagen poética, creando tensión, expresando, un determinado estado de ánimo con los mínimos recursos. Por eso cada vez utiliza formatos más grandes, que a pesar de la estática, parecen crear dinamismos.

## Contexto e influencias
Miró pintó estas obras de gran formato (así como Azul II) influenciado y bajo la impresión de su estancia en los Estados Unidos. Los Action Paintings de Jackson Pollock y del expresionismo abstracto de Robert Motherwell y Mark Rothko son claras influencias por Miró, aunque que las formas de Miró no son figuras abstractas, sino que quedan fieles a la naturaleza, fuente de su inspiración
En el mundo del arte se produjo un gran desencanto como consecuencia de la catástrofe de la Primera Guerra Mundial y las atrocidades que se produjeron, que dejaban una sociedad que había puesto la ciencia y su progreso por el desarrollo de la bomba atómica y que había terminado por ser gobernada de nuevo por las clases conservadoras. El arte pasaba de ser un valor de disfrute para convertirse en valor de consumo. Como reacción de esta posición acomodada, muchos son los artistas que se inclinan a experimentar en formas más expresivas. Una de las grandes figuras del expresionismo fue Motherwell (1915-1991), quien pintó una de sus obras más famosas con una larga serieElegía a la República Española (1955-1960). La elección del tema sugiere una pintura "subjetiva" de la realidad (mucho más indirecta que el Guernicade Picasso). Aparecen en Estados Unidos grandes artistas de la pintura expresionista abstracta, como Pollock, Franz Kline o de Kooning con una pintura enérgica y gestual, así como Rothko quien prescendir de la pintura figurativa. Se introducen los conceptos iniciados en el cubismo con la experimentación del espacio. La pintura se convierte en una pantalla para las meditaciones del espectador. 
La fascinación de Miró por el arte Japonés y el master SengaiGibon influenciaron muchos de los artistas abstractos europeos y americanos del momento. La simplicidad intrigante de la obra de Sengai, que combina formas geométricas con textos verticales causó un fuerte impacto en Miró, quien inició un vocabulario de signos propios, los cuales Miró experimentó el gran poder visual cromático que suponían poner a la espectador ante tres grandes formatos, una combinación no sólo de obras por separado, sino de ofrecer un nuevo campo visual que llena completamente al espectador (TATE) Se produce una fuerte relación entre medios escasos y el impacto dramático TAT) 
En el momento en que Miró pintóLa esperanza del condenado a muerte, nos encontramos con una Europa post-mayo 68, reivindicativa y descontenta y, al mismo tiempo encontramos que la sociedad española ve cómo agoniza la dictadura del General Franco. Al mismo tiempo encontramos un Joan Miró plenamente reconocido y que además se encuentra con plenas capacidades para buscar nuevos caminos creativos. Miró había visitado Japón, donde había hecho varias exposiciones. El orientalismo siempre representó para Miró una fuente de donde recibir influencias. Otros artistas miraban en estos momentos hacia el mundo africanista -Picasso -, él decide mirar hacia otro mundo complejo conceptualmente. 
Miró ha sido definido como el "catalán internacional", que sufrió un exilio interno por culpa de Franco: un artista político, surrealista de vanguardia y modernista.
El mismo Miró manifiesta que el artista es una "persona con una responsabilidad cívica especial, su voz tiene que hablar para el silencio, y su obra para la emancipación", entendía que su obra tenía la obligación de promover, de reivindicar, hablar, estar al servicio del hombre

## Análisis
Miró expresó su sentimiento ante la injusticia con las herramientas que tenía a su alcance: la pintura. Con el gesto tenso, que delimita un círculo que la muerte no permitirá que se acabe de cerrar, Miró intenta transmitir al espectador la tensión y la crispación del momento. 
En aquellos momentos hubo un fuerte movimiento social en contra de su ejecución. De hecho fue uno de los últimos toques de fuerza del franquismo. Miró se manifiesta contra esta situación. No era justa la pena impuesta a Salvador Puig Antich. Joan Miró muy comprometido en este momento de cambio contra la dictadura, ya había hecho el cartel a favor de la Declaración Universal de los Derechos Humanos el mismo 1974. 
Comprometido en este punto de inflexión que además coincide en su recta final de su proceso creativo. La fuerza gestual y la influencia del orientalismo cromático y compositivo, ayudan a Miró en transmitir el mensaje: El drama de Salvador Puig Antich. 

## Pintura y pena de muerte
Varios artistas han usado su obra como instrumento de protesta a lo largo de la historia del arte. Una de las obras más representadas de toda la historia del arte es la ejecución de Jesucristo (Crucifixión de Jesús ).
Miró fue catalogado durante mucho tiempo como artista surrealista, de formas oníricas e infantil, pero las tesis más actuales reivindican un Miró comprometido políticamente con la democracia y con el movimiento antifranquista.
Las tres pinturas están dominadas por una línea que cae con resignación indecisa, garavots de color como si fueran memorias del pasado, a través de un gesto brusco de pintura.
Similitudes con el tríptico también de Pintura mural para la celda de un solitario (1968), nos encontramos con un artista reivindicativo, que no tolera ninguna concesión, descarta todo gesto amable y se limita a provocar la tensión mediante el trazo de su pincel en la pintura mural. En los últimos años sobre todo, Miró no hizo ningún tipo de concesión, siempre manteniendo la capacidad de rebeldía, ejerciendo la destrucción brutal de cánones artísticos como conservadores y burgueses, para alcanzar un universo plástico más esperanzador.